# Резницький Марк Йосипович
Ма́рк Йо́сипович Резни́цький (нар. 10 серпня 1940, Київ) — український джазмен, диригент і композитор. Заслужений артист Української РСР (1991). Народний артист України (2001). Головний диригент оркестру Національного цирку України з 1988 року.

## Життєпис
Народився 10 серпня 1940 у Києві в театральній родині. Батько Марка був головним адміністратором створеного 1934 року Київського театру оперети.
1957 року закінчив музичну школу в Києві, пізніше працював у Кемеровській обласній філармонії.
1960 отримав роботу в київському джазовому оркестрі «Дніпро».
Згодом на запрошення свого друга аранжувальника Гіві Гачечіладзе влаштувався на роботу в Тбілісі.
З 1968 — диригент естрадного оркестру Комітету радіо і телебачення Грузії. Також працював в Іркутську і на Тбіліському радіо і телебаченні.
Згодом, повернувшись в рідний Київ, почав працювати в джаз-клубі, пізніше — в ансамблі Київського балету на льоду.
З 1971 року — диригент, а з 1988 — головний диригент Національного цирку України.
1974 року закінчив Тбіліську консерваторію (клас саксофона).
1997 року оркестр Національного цирку України під керівництвом Марка Йосиповича на XII Міжнародному фестивалі циркового мистецтва в Римі отримав спеціальний приз як найкращий колектив за всю історію фестивалю.
Є засновником джазового оркестру «Біг Бенд Резницького».